# Kirkkoluodot (ö i Södra Savolax)
Kirkkoluodot är en halvö i Finland. Den ligger i sjön Pihlajavesi och i kommunen Nyslott i  landskapet Södra Savolax, i den sydöstra delen av landet, 260 km nordost om huvudstaden Helsingfors. Öns area är 0,5 hektar och dess största längd är 120 meter i öst-västlig riktning.  Notera att namnet antyder att det är fråga om flera öar.